# Rotterdam Tour
El Rotterdam Tour va ser una cursa ciclista femenina d'un dia que es disputa aRotterdam, als Països Baixos. Creada el 1998, les seves dues primeres edicions es va conèixer com a Ladies Tour Beneden-Maas i es corria a Spijkenisse. Del 2000 al 2006 va formar part del calendari de la Copa del món de ciclisme en ruta femení.

## Palmarès
| Any                      | Vencedora           | Segona               | Tercera              |
| Ladies Tour Beneden-Maas |                     |                      |                      |
| ------------------------ | ------------------- | -------------------- | -------------------- |
| 1998                     | Diana Žiliūtė       | Ina-Yoko Teutenberg  | Viola Müller-Paulitz |
| 1999                     | Petra Rossner       | Leontien van Moorsel | Anna Wilson          |
| Rotterdam Tour           |                     |                      |                      |
| 2000                     | Chantal Beltman     | Leontien van Moorsel | Goulnara Ivanova     |
| 2001                     | Judith Arndt        | Debby Mansveld       | Monica Valen         |
| 2002                     | Petra Rossner       | Regina Schleicher    | Debby Mansveld       |
| 2003                     | Chantal Beltman     | Diana Žiliūtė        | Susanne Ljungskog    |
| 2004                     | Petra Rossner       | Angela Brodtka       | Tanja Schmidt-Hennes |
| 2005                     | Ina-Yoko Teutenberg | Alessandra D'Ettorre | Luisa Tamanini       |
| 2006                     | Ina-Yoko Teutenberg | Tanja Schmidt-Hennes | Kirsten Wild         |